# Parabothus coarctatus
Parabothus coarctatus is een  straalvinnige vissensoort uit de familie van botachtigen (Bothidae). De wetenschappelijke naam van de soort is voor het eerst geldig gepubliceerd in 1905 door Gilbert.
De soort komt voor in de westelijke Grote Oceaan, van Japan tot Nieuw-Caledonië en van Vietnam tot Hawaï. De soort leeft op modderige en zanderige zeebodems op een diepte tussen 253 en 580 meter.
De soort bereikt een lengte van 22,5 cm.
Op de Rode Lijst van de IUCN staat de soort als niet-bedreigd.